# Selden (Nova York)
Selden és una concentració de població designada pel cens dels Estats Units a l'estat de Nova York. Segons el cens del 2000 tenia 21.861 habitants.

## Demografia
Segons el cens del 2000, Selden tenia 21.861 habitants, 6.809 habitatges, i 5.522 famílies. La densitat de població era de 1.811,3 habitants per km².
Dels 6.809 habitatges en un 43% hi vivien nens de menys de 18 anys, en un 65,2% hi vivien parelles casades, en un 11,1% dones solteres, i en un 18,9% no eren unitats familiars. En el 15% dels habitatges hi vivien persones soles el 6,6% de les quals corresponia a persones de 65 anys o més que vivien soles. El nombre mitjà de persones vivint en cada habitatge era de 3,21 i el nombre mitjà de persones que vivien en cada família era de 3,54.
Per edats la població es repartia de la següent manera: un 28,4% tenia menys de 18 anys, un 8,2% entre 18 i 24, un 33,7% entre 25 i 44, un 21,1% de 45 a 60 i un 8,6% 65 anys o més.
L'edat mediana era de 34 anys. Per cada 100 dones de 18 o més anys hi havia 93,1 homes.
La renda mediana per habitatge era de 58.103 $ i la renda mediana per família de 62.708 $. Els homes tenien una renda mediana de 44.665 $ mentre que les dones 29.973 $. La renda per capita de la població era de 20.577 $. Entorn del 3,1% de les famílies i el 5,2% de la població estaven per davall del llindar de pobresa.